# ビーコンインフォメーションテクノロジー
ビーコンインフォメーションテクノロジー（Beacon Information Technology Inc.）は、かつて存在した東京都新宿区に本社を置く独立系ソフトウェアメーカーである。

## 概要
1976年、ドイツ（当時西ドイツ）のソフトウェアAG社のデータベース管理システム・ADABASを販売する目的で設立された。設立時の社名は株式会社ソフトウェア・エージー・オブ・ファーイーストであったが、ソフトウェアAG社と資本関係はない。資本は、経営コンサルティングの株式会社ビジネスコンサルタントになる。その後、富士写真が開発したメインフレームのジョブスケジュール管理ソフトAUTOを買い取り、自社で再開発したA-Autoを皮切りにデータウェアハウス、ワークフロー、ナレッジ共有･ドキュメント管理等の自社の開発、販売を展開している。現在はソフトウェアAG社の製品販売、サポートは終了し、2015年4月1日に株式会社ビーエスピーと合併し、株式会社ユニリタとして営業している。

## 主要顧客
- 豊田自動織機製作所（SofwareAG社 Adabas製品の国内第1号ユーザー）
- アシックス
- ダイワ精工
- カシオ計算機
- サンキン

## 加盟団体
- 情報サービス産業協会
- ソフトウェア情報センター